# Globba patens
Globba patens är en enhjärtbladig växtart som beskrevs av Friedrich Anton Wilhelm Miquel. Globba patens ingår i släktet Globba och familjen Zingiberaceae.

## Underarter
Arten delas in i följande underarter:
- G. p. costulata
- G. p. patens